# Парк природе Жумберак
Парк природе Жумберак је заштићено подручје које обухвата брдско подручје жумберачког и Самоборске горе, које се налази на око 30 километара југозападно од Загреба.

## Карактеристике
Парк је површине 350 километара квадратних. Већим делом налази се у Загребачкој жупанији а мањим делом захвата Карловачку жупанију.
Налази се на надморској висини 180-1178 метара. Највиши врх је Света Гера - 1178 метара и Јепатић - 879 метара, као највиши врх Самоборског горја.
У погледу геолошког састава превладавају доломити тријаске старости и кредне наслаге.
Парк природе располаже са 337 извора, око 260 водотока и неколико водопада. Највећи водоток је речица Купчина дуга 20 километара, Слапница, Сушица, Градна и Брегана.
Парком природе, Жуберак је проглашен 28. маја 1999. године.

## Опис
Жумберак чини и природну границу Хрватске са Словенијом.
Према геолошкој старости најстарије стене на подручју Парка датирају из периода палеозоика (пре више од 250 милиона година), а у грађи превладавају доломити тријаске старости, што је условило настанак крша који прекрива чак 90 посто површине. На овом подручју налазе се бројне површинске и дубинске увале, пећине и јаме.
Вегетацијски покров чине букове, мешане храстово-букове шуме које се смењују са ливадама и пашњацима насталим деловањем човека.
Титулу заштићеног подручја парку је помогло и његово богатство флоре и фауне. Шуме и травњаци су два главна екосистема у којима су настањене и неке од ретких и заштићених врста биљака и животиња.
Водно богатство такође је одлика овог простора, а огледа се кроз бројност извора и водотока.
Подручје је било насељено од праисторије до данашњих дана, о чему сведоче археолошка налазишта из различитих периода. Позната археолошког налазишта су: Будињак и Братељи, на подручју којем је заснован археолошки парк у коме се налазе остатци средњовјековних градова Тушчака, стари град Жумберка и Окића. Окић се сматра најстаријом племићком тврђавом у северозападној Хрватској.

## Биљни и животињски свет
Биљни свет одликује се разноликошћу и обилује ретким заштићеним биљним врстама као што су: ременик (лат. Daphne blagayana), меколисна веприна (лат. Ruscus hypoglossum), тридесетак врста каћуна, божиковина (лат. llex aquifolium), планински божур (лат. Paeonia mascula), хрватска перуника (лат. Iris croatica) и многим другима.
Животињски свет је разнолик и богат. Чине га бројни велики и мали сисари, птице, водоземци, гмизавци, бескичмењаци и инсекти. Од већих грабљиваца издвојају се медведи, вукови, јастреби, по којем је и назван оближњи град Јастребарско. Од змија, забележен је пепељасти поскок, белоушка, смукуља, рибарица и риђовка.
Од ређих врста, издваја се пегави даждевњак (лат. Iris croatica).

## Знаменитости
Насељен још од праисторијских дана овај крај изузетно је богат археолошким остацима.
- Археолошки парк у Будињак - Стаза кнежева - дуга је 4,2 километара. Повезана је са гробљем у Будињаку, античким гробљем у селу Братељи и другим занимљивостима из културног и природног наслеђа овог краја.
- Стари град Окић - средњовековни стари град недалеко од Самобора. Јединствен је по свом положају, високом степену очуваности и по значају који има с обзиром да његове структуре припадају романичком периоду. Заједно са околином чини парк шуму.
- Стари град Жумберак - саграђен у романичко доба, у 13. веку.
- Зидани пил - у близини места Жумберак и Новог града Жумберка. Пред њим су кажњавани разноврсни преступници крајишког доба.
- Јама Јазовка - дубока кршка јама између Сошица и села Сопоте у којој је откривена масовна гробница жртава Другог светског рата.
- Млинови - некада их је било више од 180, а данас их је тек неколико: млин на Сопотски слапу, Драганов млин на Каловки, Медвенов млин на Купчини и Јадеков млин у Боићу.
- Самостан сестара Базилијанки - у насељу Сошице у самостану сестара Базилијанки, основаном 1939, налази се богата етнографска збирка с мноштвом вредних предмета који сведоче о руралном животу Жумберка у прошлости.
- Жумберачки ускочки музеј - у Стојдрагу, етнографском збирком чува успомену на петсто годишњу традицију живота досељеника на подручје Жумберка.
- Кањон Слапница - речица Слапница у свом типичном току за кршка подручја понире, отапа доломитне наслаге и дичи се двама слаповима, Изворишни део је заштићени предео.
- Сопотски слап - слап горњег тока Купчине који се низ стену од 40 м у неколико каскада руши покрај тајанственог старог млина.
- Света Гера - највиши врх Жумберачке горе и северозападне Хрватске, (1178 метара), са Капелом Светог Илије.
- Света Петка у Будињаку - налази се у близини данашње римокатоличке цркве Светог Петронила, која је изграђена 1827. године, налазе се темељи старије гркокатоличке капеле Свете Петке, која је због дотрајалости срушена 1841. године.

Изглед капеле Свете Петке у потпуности је био непознат до археолошких истраживања која су спроведена 2006. године. Време њеног настанка је непознато.
- Свети Ловро у Мрзлом Пољу - налази се педесетак метара од гркокатоличке цркве Светог Петра и Павла у Мрзлом Пољу, где су сачувани темељи ранороманичке цркве Свете Ловре.[4]